# Purpura persica
Purpura persica, tên tiếng Anh: Persian purpura, là một loài ốc biển, là động vật thân mềm chân bụng sống ở biển thuộc họ Muricidae, họ ốc gai.

## Miêu tả
Kích thước vỏ ốc khoảng 60 mm và 110 mm

## Phân bố
Loài này phân bố ở Biển Đỏ, ở Ấn Độ Dương dọc theo Madagascar, Mauritius, Mozambique, Tanzania và ven bờ biển phía đông của Nam Phi, ở tây nam Thái Bình Dương và dọc theo Nhật Bản.

## Hình ảnh

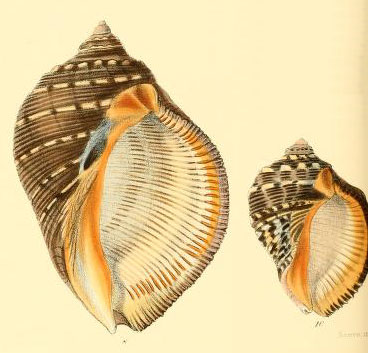